# Imágenes religiosas en la teología cristiana
.

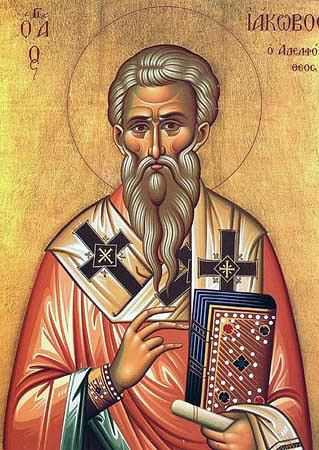
Santiago el Justo, cuya sentencia fue adoptada en el Decreto Apostólico de, c. 50 d. C.: "...debemos escribirles [a los gentiles] que sólo se abstengan de las cosas contaminadas por los ídolos y de la fornicación y de todo lo que haya sido estrangulado y de la sangre..." (NRSV)

Las imágenes religiosas en la teología cristiana desempeñan un papel en la vida litúrgica y devocional de los seguidores de ciertas confesiones cristianas. El uso de imágenes religiosas ha sido a menudo un tema polémico en la historia cristiana.  La preocupación por la idolatría es la fuerza motriz de las diversas tradiciones de aniconismo en el cristianismo.
En la Iglesia primitiva, los cristianos utilizaban el Ichthys (pez) como símbolo para identificar los lugares de culto y los hogares cristianos. Sin embargo, desde el siglo III d. C., las imágenes se han utilizado dentro del culto cristiano en partes de la cristiandad, aunque algunas Iglesias antiguas, como la Iglesia de Oriente, tienen al parecer largas tradiciones de no usar imágenes. Sin embargo, también hay pruebas literarias y arqueológicas de la presencia temprana de imágenes en la tradición de la Iglesia de Oriente.
Ciertos períodos de la historia cristiana han visto partidarios del aniconismo en el cristianismo, primero con el movimiento de Iconoclasia bizantina, en el que los emperadores ortodoxos orientales y bizantinos Miguel II, así como Teófilo, "prohibieron la veneración de los iconos y persiguieron activamente a los partidarios de los iconos. " Más tarde, durante la  Furia iconoclasta, los calvinistas retiraron estatuas y arte sacro de las iglesias que adoptaron la  fe reformada. 
El padre de la iglesia Juan de Damasco argumentó "que el hecho de que Dios tomara forma humana santificaba la imagen humana, señalando que la humanidad de Cristo formaba una imagen de Dios; por lo tanto, los artistas podían utilizar imágenes humanas para representar al Verbo encarnado, así como a los santos humanos." Como tal, la imaginería religiosa actual, en forma de estatuas, se identifica más con las tradiciones católica romana y luterana.  Los iconos bidimensionales se utilizan mucho, y se asocian más a menudo con partes del cristianismo oriental,  aunque también son utilizados por católicos romanos, luteranos y, cada vez más, Anglicanos. Desde el siglo XIX, el arte devocional se ha vuelto muy común en los hogares cristianos, tanto protestantes como católicos, incluyendo a menudo cruces de pared, versículos bordados de la Biblia cristiana, así como imágenes de Jesús.  En el cristianismo occidental, es común que los creyentes tengan un altar casero, mientras que las viviendas de los comulgantes de las Iglesias cristianas orientales suelen tener un rincón de iconos.
Una imagen de culto es un objeto hecho por el hombre que es venerado o adorado por la deidad, persona o espíritu que encarna o representa. También se utiliza de forma controvertida y peyorativa por algunos protestantess, en particular ciertos cristianos anabaptistas y reformados, para describir la Ortodoxa Oriental (y, en menor medida, la Católica) práctica de adorar al Dios cristiano a través del uso de iconos, una acusación que estos cristianos rechazan. En un sentido igualmente controvertido, también es utilizado por estos protestantes para describir peyorativamente diversas prácticas devocionales católicas como los escapularios y la  veneración de estatuas e imágenes planas de la Virgen María y otros santos, que los católicos no consideran idolatría.

## Orígenes judíos
La idolatría está prohibida por muchos versículos en el Antiguo Testamento, pero no hay una sección que defina claramente la idolatría. Más bien hay una serie de mandamientos sobre este tema repartidos por los libros de la Biblia hebrea, algunos de los cuales fueron escritos en diferentes épocas históricas, en respuesta a diferentes cuestiones. La idolatría en la Biblia hebrea se define como la adoración de ídolos (o imágenes); la adoración de dioses politeístas mediante el uso de ídolos (o imágenes) e incluso el uso de ídolos en la adoración de Yahvé (Dios).[cita requerida]
Los israelitas utilizaban diversas imágenes en relación con su culto, incluidos los querubines tallados en el Arca de la Alianza (25:18-22) que Dios ordenó a Moisés que hiciera, y las figuras bordadas de querubines en la cortina que separaba el Santo de los Santos en la tienda del Tabernáculo (26:31). Del mismo modo, el Nehushtan, que Dios ordenó a Moisés hacer y levantar en alto para curar a cualquier israelita que lo mirara de las mordeduras de serpiente, es el uso ordenado por Dios de una imagen. Sin embargo, como parte de una reforma religiosa posterior el  rey Ezequías destruyó la Serpiente, a la que el pueblo hebreo había estado quemando incienso (18:4).

## Nuevo Testamento
La animosidad del judaísmo hacia lo que percibían como idolatría fue heredada por el cristianismo judío. Aunque Jesús discutió la Ley Mosaica en el Sermón de la Montaña, no habla de cuestiones relativas al significado del mandamiento contra la idolatría.  Sus enseñanzas, sin embargo, sostienen que el culto debe dirigirse sólo a Dios (Mateo 4:10 que es a su vez una cita de Deuteronomio 6:13, véase también Shema en el cristianismo, El primer mandamiento y Ministerio de Jesús).
Las Epístolas paulinas contienen varias amonestaciones a "huir de la idolatría" (5:11, 6: 9-10, 10:7, 10:14, 5:19-21, 5:5, 3:5). Una controversia importante entre los primeros cristianos se refería a si estaba permitido comer carne que había sido ofrecida en el culto pagano. Pablo de Tarso, que estaba de acuerdo con el Decreto Apostólico, también escribió que estaba permitido hacerlo, siempre que se pronunciara una bendición sobre ella, y siempre que no se causara escándalo por ello. Sin embargo, dijo que los dioses adorados en la idolatría eran, en su opinión, demonios, y que cualquier acto de participación directa en su culto seguía estando prohibido (1 Corintios 10:14-22).
El Nuevo Testamento también utiliza el término "idolatría" para referirse a la adoración como la pasión por cosas como la riqueza, como en Colosenses 3:5, "Haced morir, pues, todo lo que pertenece a vuestra naturaleza terrenal: la inmoralidad sexual, la impureza, la lujuria, los malos deseos y la avaricia, que es idolatría." Algunos teólogos cristianos consideran que la absolutización de una idea es idolátrica. Por lo tanto, centrarse indebidamente en determinadas características del cristianismo excluyendo otras constituiría idolatría.
El Nuevo Testamento sí contiene los rudimentos de un argumento que proporciona una base para las imágenes o iconos religiosos. Jesús era visible, y la doctrina cristiana ortodoxa sostiene que Jesús es YHWH encarnado. En el Evangelio de Juan, Jesús afirmó que, como sus discípulos le habían visto, habían visto a Dios Padre (Evangelio de Juan 14:7-9 ). Pablo de Tarso se refirió a Jesús como la "imagen del Dios invisible" (Colosenses 1:15). Teólogos como Juan de Damasco argumentaron que la conexión entre la encarnación de Jesús y el uso de imágenes es tan fuerte que rechazar o prohibir el uso de imágenes equivale a negar la Encarnación de Jesús.
El cristianismo primitivo creció en una sociedad en la que las imágenes religiosas, normalmente en forma de estatuas, tanto las grandes de los templos como las pequeñas, como lares y penates en el hogar, eran una característica destacada de las religiones paganas tradicionales, como la antigua religión romana, la antigua religión griega y otras formas de paganismo oriental. Muchos escritos de los padres de la Iglesia contienen fuertes denuncias de estas prácticas, que parecen haber incluido la adoración de ídolos. Las estatuas en edificios seculares, sin embargo, podían servir como expresión del poder secular en varios periodos del cristianismo, sin implicaciones de adoración de ídolos.

## Uso de iconos y símbolos en el culto cristiano

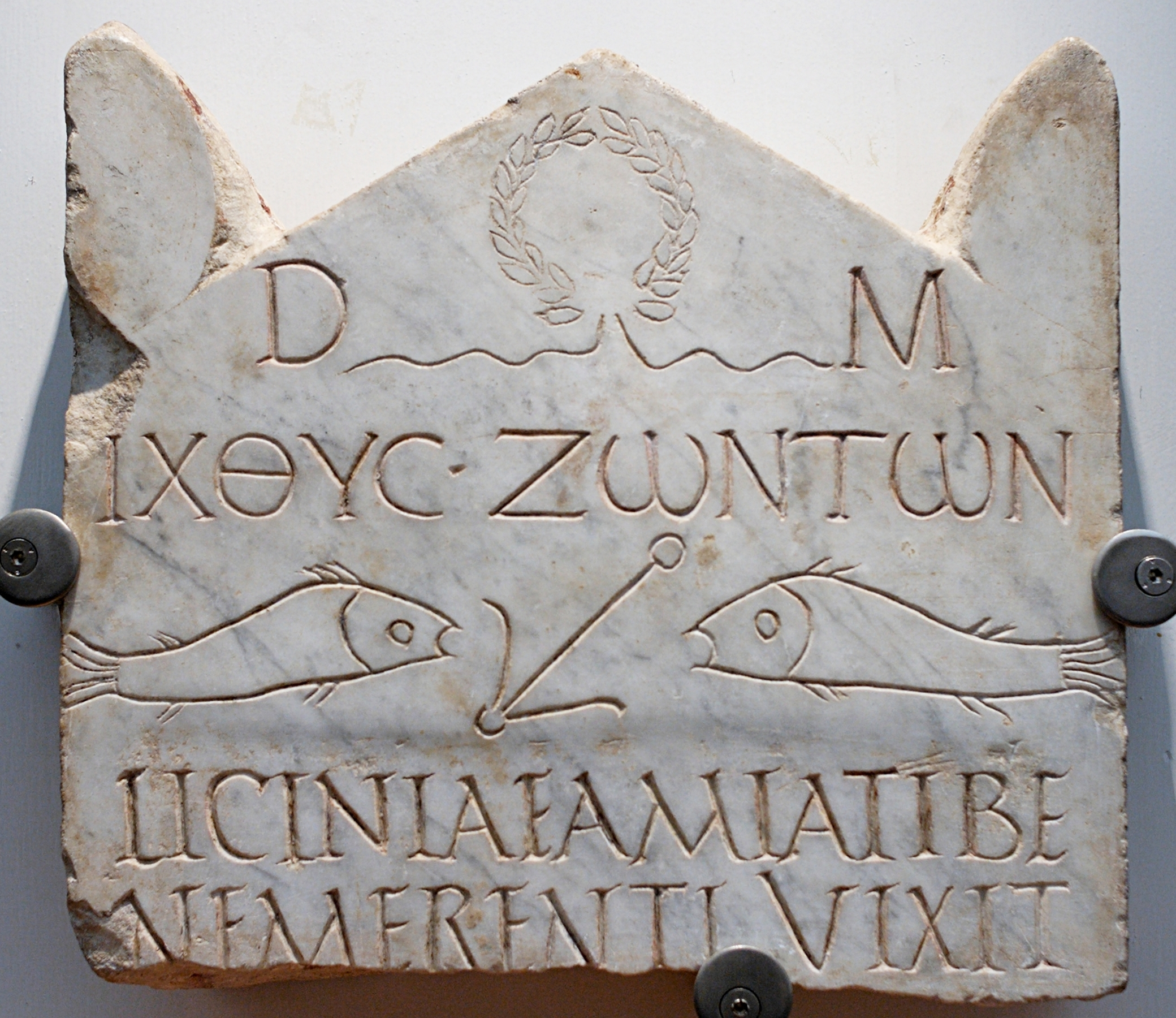
Estela funeraria con la inscripción en griego ΙΧΘΥϹ ΖΩΝΤΩΝ ("pez de los vivos"), principios del, Museo Nacional Romano.

El  arte cristiano primitivo utilizaba principalmente imágenes simbólicas y alegóricas, en parte sin duda para no llamar la atención durante la  persecución de los primeros cristianos en el Imperio Romano. En las Catacumbas de Roma Jesús era representado indirectamente por pictograma símbolos como el Ichthys (pez), pavo real, Cordero de Dios, o un ancla (el Labarum o Chi-Rho fue un desarrollo posterior). Más tarde se utilizaron símbolos personificados, como  Jonás, cuyos tres días en el vientre de la ballena prefiguraban el intervalo entre la muerte y la Resurrección de Cristo, Daniel en el foso de los leones, u Orfeo encantando a los animales.
La imagen del Buen Pastor, un joven imberbe en escenas pastoriles recogiendo ovejas, era la más común de estas imágenes, y probablemente no se entendía como un retrato del Jesús histórico.  La  representación de Jesús ya desde el siglo III incluía imágenes muy similares a la que se convirtió en la imagen tradicional de Jesús, con rostro alargado y pelo largo y liso. A medida que la Iglesia crecía en tamaño y popularidad, la necesidad de educar a los conversos analfabetos llevó al uso de imágenes que representaban historias bíblicas, junto con imágenes de santos, ángeles, profetas y la Cruz, aunque sólo representada en un estado enjoyado y glorificado.
Tras el fin de la persecución, y la adopción del cristianismo por Constantino, se construyeron grandes iglesias que desde el principio se decoraron con elaboradas imágenes de Jesús y santos en mosaico. También se encontraron pequeños  relieves esculpidos en sarcófagos como el Sarcófago de Junio Baso. Sin embargo no se produjeron grandes esculturas monumentales de temas religiosos, y en el arte bizantino y ortodoxo oriental se evita hasta nuestros días.  Sólo reapareció en el arte carolingio, entre pueblos que no recordaban las estatuas religiosas paganas.
Pinturas de escenas del Antiguo Testamento se encuentran en catacumbas judías del mismo período, y las paredes fuertemente pintadas de Sinagoga de Dura Europos en Siria. Historiadores católicos y ortodoxos afirman, basándose en estos hallazgos arqueológicos en las Catacumbas, que la  veneración de iconos y reliquias había comenzado mucho antes de Constantino I.
.

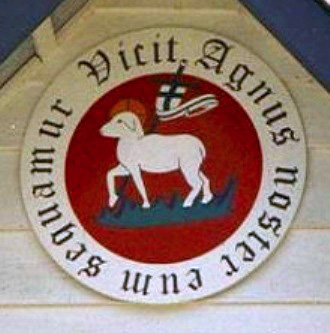
El emblema de la Iglesia Morava representa una imagen del Cordero de Dios (Agnus Dei en latín eclesiástico) con la bandera de la victoria, rodeada por la inscripción latina: Vicit agnus noster, eum sequamur (en español: "Nuestro Cordero ha vencido, sigámosle")

El uso cristiano de las reliquias también se remonta a las catacumbas, cuando los cristianos rezaban en presencia de los cuerpos de los mártires, a veces utilizando sus tumbas como altares para compartir la Eucaristía, que era, y sigue siendo en el Catolicismo, el Luteranismo y la Ortodoxia Oriental, el acto central del culto cristiano. Muchas historias de los primeros mártires terminan con un relato de cómo los cristianos recogían los restos del mártir, en la medida de lo posible, para conservar sus reliquias. Así lo demuestra el relato escrito del martirio de San Policarpo, discípulo personal de san  Juan Apóstol.
En la historia de la Iglesia se han producido importantes periodos de iconoclasia (destrucción deliberada de iconos), siendo el primer brote importante la iconoclasia bizantina (730-787), motivada por una interpretación estrictamente literal del segundo mandamiento y la interacción con los musulmanes, que tienen unas enseñanzas muy estrictas contra la creación de imágenes.  La iconoclasia fue condenada oficialmente por las Iglesias occidental y oriental en el Segundo Concilio de Nicea en 787 d. C. donde la Iglesia occidental no estuvo representada, pero aprobó los decretos más tarde.
Esta decisión se basó, entre otros argumentos, en que el mandamiento bíblico que prohibía las imágenes de Dios se debía a que nadie había visto a Dios. Pero, por la encarnación de Jesús, que es Dios encarnado en materia visible, la humanidad ha visto ahora a Dios. Por lo tanto, se argumentó que no estaban representando al Dios invisible, sino a Dios tal como apareció en la carne.
Los Libri Carolini son una respuesta preparada en la corte de Carlomagno, cuando se tenía la errónea impresión de que el Concilio de Nicea había aprobado el culto frente a la veneración de imágenes.

### Diferentes concepciones del uso de las imágenes

#### Catolicismo
Los católicos utilizan imágenes, como el crucifijo, la cruz, en la vida religiosa y rezan utilizando representaciones de santos. También veneran imágenes y objetos litúrgicos besándolos, inclinándose y haciendo la señal de la cruz.  Señalan los patrones de culto del Antiguo Testamento seguidos por el pueblo hebreo como ejemplos de cómo ciertos lugares y cosas utilizados en el culto pueden ser tratados con reverencia o venerados, sin adorarlos. El Arca de la Alianza era tratada con gran reverencia e incluía imágenes de querubines en su parte superior (25:18-22), y ciertos milagros estaban asociados con ella, sin embargo, esto no fue condenado, ya que fue encargado por el Dios de Israel. mismo para la manifestación de Su presencia así como manifestaciones físicas de Su Juicio y Gloria.
El catolicismo interpreta el mandamiento de no hacer "ninguna imagen, ni ninguna semejanza de lo que está arriba en el cielo" en el sentido de no "inclinarse y adorar" a la imagen en sí misma ni a un dios falso a través de la imagen. La teología católica ofrece las siguientes explicaciones de la práctica litúrgica que incluye imágenes, iconos, estatuas y similares:
- Gregorio Magno escribió:

"...una cosa es adorar una imagen, y otra muy distinta aprender de la apariencia de una imagen lo que debemos adorar. Lo que los libros son para los que saben leer, eso es una imagen para los ignorantes que la miran; en una imagen incluso los ignorantes pueden ver qué ejemplo deben seguir; en una imagen los que no saben letras pueden vetar la lectura. De ahí que, especialmente para los bárbaros, una imagen ocupe el lugar de un libro."

- Tomás de Aquino dijo, (Summa, III, 25, 3), pero

..."no se muestra reverencia a la imagen de Cristo, como una cosa--por ejemplo, madera tallada o pintada: porque la reverencia no es debida sino a una criatura racional".

 En el caso de una imagen de un santo, el culto no sería de latria sino de dulia, mientras que la Santísima Virgen María recibe el culto de hiperdulia. Se puede considerar que el culto de cualquier tipo, latria, hiperdulia o dulia, pasa por el icono, imagen o estatua: "El honor dado a una imagen llega hasta el prototipo" (San Juan Damasceno en Summa ³). Adrian Fortescue resume la enseñanza de la Iglesia: "Debemos dar a las reliquias, crucifijos e imágenes sagradas un honor relativo, ya que se relacionan con Cristo y sus santos y son recuerdos de ellos. No se reza a las reliquias ni a las imágenes, porque no pueden ver, oír ni ayudarnos".
- Tanto el culto literal a un objeto inanimado como la latría, o culto sacrificial a algo o alguien que no es Dios, están prohibidos; sin embargo, tales no son la base del culto católico. El católico sabe "que en las imágenes no hay ninguna divinidad o virtud por la que deban ser adoradas, que no se les pueden dirigir peticiones y que no se debe depositar en ellas ninguna confianza. ... que el honor que se les tributa se refiere a los objetos (prototypa) que representan, de modo que por medio de las imágenes que besamos, y ante las cuales descubrimos nuestras cabezas y nos arrodillamos, adoramos a Cristo y veneramos a los Santos cuyas semejanzas son" (Concilio de Trento, Sess. XXV, de invocatione Sanctorum).

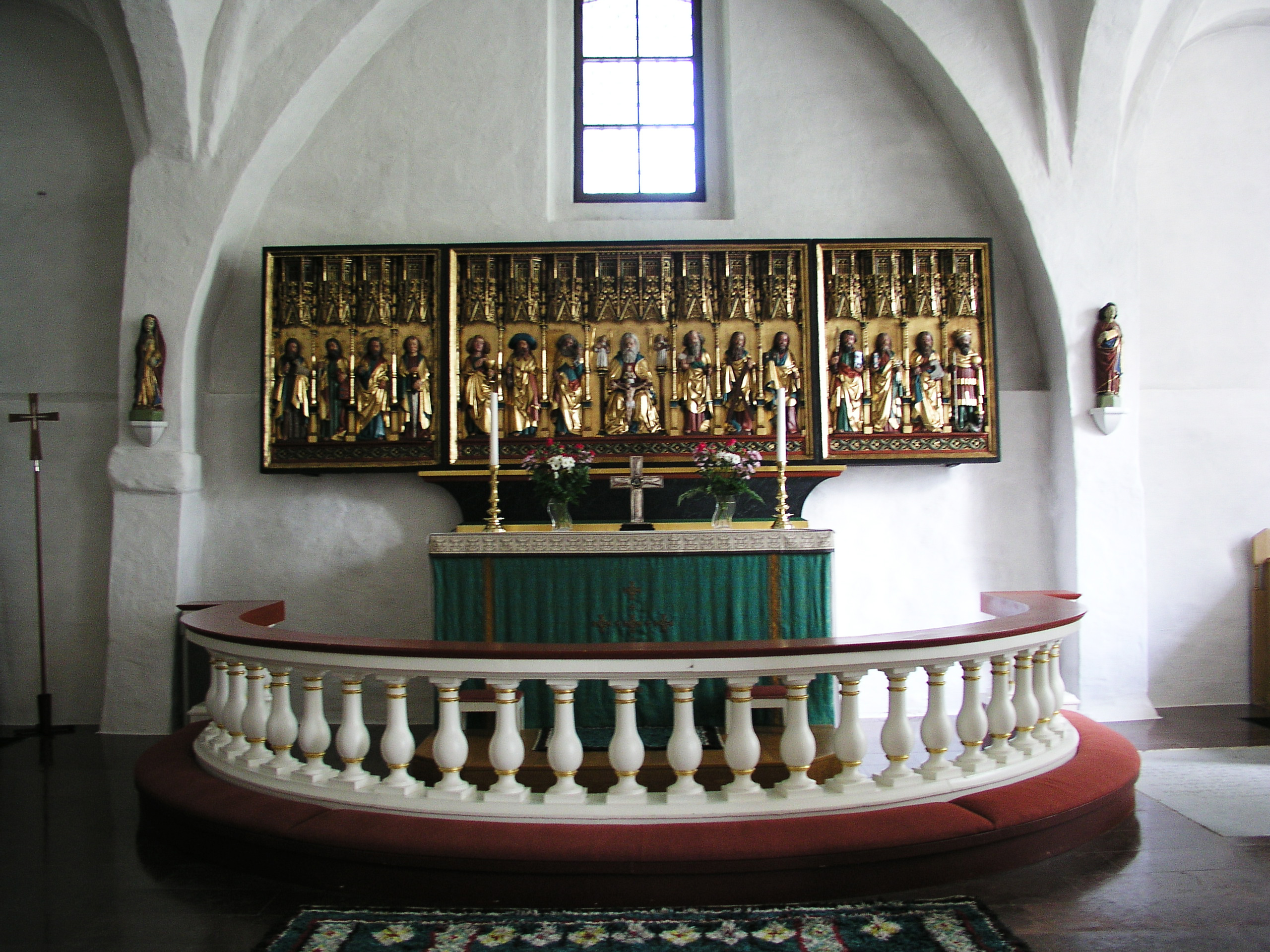
Un retablo de 1512 adorna el presbiterio de la Iglesia de Drothem, una parroquia luterana de la época medieval de la Iglesia de Suecia.

La Iglesia católica afirma que la idolatría está constantemente prohibida en la Biblia hebrea, incluso como uno de los Diez Mandamientos (20:3-4) y en el Nuevo Testamento (por ejemplo 5:21, más significativamente en el Decreto Apostólico registrado en 15:19-21). Hay una gran controversia sobre la cuestión de lo que constituye idolatría y esto tiene relación con las artes visuales y el uso de iconos y símbolos en el culto, y otros asuntos.  Como en otras religiones abrahámicas, el significado del término ha sido ampliado ampliamente por los teólogos.  El Catecismo de la Iglesia Católica afirma: "La idolatría no sólo se refiere al falso culto pagano... El hombre comete idolatría siempre que honra y reverencia a una criatura en lugar de a Dios, ya sean dioses o demonios (por ejemplo el satanismo), el poder, el placer, la raza, los antepasados, el Estado, el dinero, etc." Hablando de los efectos de la idolatría, Benedicto XVI dice: "La adoración de un ídolo, en lugar de abrir el corazón humano a la Otredad, a una relación liberadora que permita a la persona salir del estrecho espacio del propio egoísmo para entrar en las dimensiones del amor y de la donación recíproca, encierra a la persona en el círculo exclusivo y desesperado de la búsqueda de sí misma"

#### Luteranos y ortodoxos
Una reciente declaración conjunta luterano-ortodoxa realizada en la 7.ª Plenaria de la Comisión Conjunta Luterano-Ortodoxa, en julio de 1993 en Helsinki, reafirmó las decisiones del Concilio Ecuménico sobre la naturaleza de Cristo y la veneración de imágenes:

7. Como luteranos y ortodoxos afirmamos que las enseñanzas de los concilios ecuménicos tienen autoridad para nuestras iglesias. Los concilios ecuménicos mantienen la integridad de la enseñanza de la Iglesia indivisa sobre los actos salvíficos, iluminadores/justificadores y glorificadores de Dios y rechazan las herejías que subvierten la obra salvífica de Dios en Cristo. Sin embargo, los ortodoxos y los luteranos tienen historias diferentes. Los luteranos han recibido el Credo Nicaeno-Constantinopolitano con la adición del filioque. El Séptimo Concilio Ecuménico, el Segundo Concilio de Nicea en 787, que rechazó la iconoclasia y restauró la veneración de los iconos en las iglesias, no formó parte de la tradición recibida por la Reforma. Los luteranos, sin embargo, rechazaron la iconoclasia del siglo XVI y afirmaron la distinción entre la adoración debida sólo al Dios Trino y todas las demás formas de veneración (CA 21). Gracias a la investigación histórica, este concilio es ahora más conocido. Sin embargo, para los luteranos no tiene la misma importancia que para los ortodoxos. Sin embargo, Luteranos y Ortodoxos están de acuerdo en que el Segundo Concilio de Nicea confirma la enseñanza cristológica de los concilios anteriores y al establecer el papel de las imágenes (iconos) en la vida de los fieles reafirma la realidad de la encarnación del Verbo eterno de Dios, cuando afirma: "Cuanto más frecuentemente se ven a Cristo, a María, la madre de Dios, y a los santos, tanto más se sienten atraídos quienes los ven a recordar y añorar a aquellos que les sirven de modelo, y a rendir a estos iconos el tributo de la salutación y de la veneración respetuosa. Ciertamente, ésta no es la adoración plena conforme a nuestra fe, que sólo se tributa propiamente a la naturaleza divina, pero se asemeja a la que se da a la figura de la cruz honrada y vivificante, y también a los libros sagrados de los evangelios y a otros objetos sagrados" (Definición del II Concilio de Nicea).

#### Metodismo
Escribiendo para la Iglesia Metodista Unida, Tricia Brown analiza la importancia del arte sacro:

En todas las épocas, el arte ha formado parte de la iglesia. Dios diseñó el templo, empleando artesanos para crear su bella y ornamentada factura. Las iglesias de antaño incluían vidrieras creadas para ilustrar la palabra de Dios, e incluso las iglesias rurales más sencillas suelen incluir hermosas cruces y podios de madera. Escritores, oradores y músicos siempre han participado en los cultos. El arte es y siempre ha sido parte de la iglesia. Es simplemente otra forma en la que la gente se maravilla y expresa la creatividad, el amor y la majestuosidad de Dios.

#### Calvinismo
Juan Calvino, progenitor de la  tradición reformada del cristianismo que influyó en las tradiciones reformada continental, congregacional, anglicana y presbiteriana, siempre fue extremadamente hostil a todas las imágenes religiosas expuestas públicamente, que fueron sistemáticamente destruidas por los calvinistas, como en la Beeldenstorm de los Países Bajos. Hacia finales del siglo XVI hubo disputas entre luteranos y calvinistas, con los luteranos ofreciendo una fuerte oposición a la iconoclasia calvinista. Aunque ambos grupos no se opusieron a las ilustraciones de libros o grabados de acontecimientos bíblicos, o a los retratos de reformadores, la producción de arte religioso a gran escala prácticamente cesó en las regiones protestantes después de 1540, y los artistas se dedicaron a temas seculares, que irónicamente incluían a menudo mitología clásica revivida.